# Johnny Leverón
Johnny Leverón est un footballeur international hondurien né le 7 février 1990 à Yoro. Il joue au poste d'arrière gauche avec le CD Olimpia.

## Palmarès
- Vainqueur du Tournoi de clôture du championnat du Honduras 2011 avec le CD Motagua
- Vainqueur de la Copa Centroamericana 2011 avec le Honduras